# Erweiterung (C*-Algebra)
In der mathematischen Theorie der Erweiterungen von C*-Algebren untersucht man die Struktur der Klasse aller möglichen Erweiterungen eines Paares von C*-Algebren. Genauer untersucht man die Äquivalenzklassen bezüglich einer gewissen Äquivalenzrelation und erhält so in wichtigen Fällen eine abelsche Gruppe. Diese Zuordnung einer abelschen Gruppe zu einem Paar von C*-Algebren ist eine Isomorphie-Invariante, die im Falle kommutativer C*-Algebren einen Funktor auf der topologischen Kategorie der metrisierbaren, kompakten Räume definiert. Auch wenn die Theorie für kommutative C*-Algebren die historisch frühere ist, beginnen wir mit der allgemeineren Theorie und spezialisieren später auf den kommutativen Fall.

## Definitionen
Es seien {\displaystyle A} und {\displaystyle B} zwei C*-Algebren, wobei {\displaystyle B} stabil sei, das heißt isomorph zum Tensorprodukt {\displaystyle B\otimes K} mit der C*-Algebra {\displaystyle K} der kompakten Operatoren auf dem Hilbertraum {\displaystyle \ell ^{2}} der quadratsummierbaren Folgen. Ein für viele Anwendungen wichtiges Beispiel ist {\displaystyle B=K}. Man stellt nun die Frage nach allen Erweiterungen von {\displaystyle B} nach {\displaystyle A}, das heißt nach der Klasse {\displaystyle {\mathcal {E}}(A,B)} aller kurzen exakten Sequenzen
{\displaystyle 0\rightarrow B\rightarrow C\rightarrow A\rightarrow 0}
in der Kategorie der C*-Algebren. Der Quotient nach einer geeigneten Äquivalenzrelation wird mit später {\displaystyle \mathrm {Ext} (A,B)} bezeichnet. Beachte die Reihenfolge der Nennung der C*-Algebren in dieser Bezeichnung, die in Analogie zum Ext-Funktor der homologischen Algebra gewählt wurde. 
Zwei Erweiterungen
{\displaystyle 0\rightarrow B\rightarrow C_{i}\rightarrow A\rightarrow 0,\,i=1,2}
heißen isomorph, falls es einen Isomorphismus {\displaystyle \gamma :C_{1}\rightarrow C_{2}} gibt, der das folgende Diagramm kommutativ macht:
Diese Äquivalenzrelation ist sehr fein und es ist klar, dass man zwei isomorphe Erweiterungen nicht als „wesentlich verschieden“ ansehen will.
Zwei Erweiterungen
{\displaystyle 0\rightarrow B\rightarrow C_{i}\rightarrow A\rightarrow 0,\quad i=1,2}
heißen unitär äquivalent, falls es einen Isomorphismus {\displaystyle \gamma :C_{1}\rightarrow C_{2}} und ein unitäres Element {\displaystyle u} aus der Multiplikatorenalgebra {\displaystyle M(B)} gibt, so dass das folgende Diagramm kommutativ ist:
Dabei ist {\displaystyle \alpha _{u}:B\rightarrow B,\alpha _{u}(b)=u^{*}bu}.
Es wird später bei der Einführung der Addition deutlich, warum diese gröbere Relation der unitären Äquivalenz, die wir im Folgenden mit {\displaystyle \sim _{u}} bezeichnen, die geeignete Äquivalenzrelation ist und warum wir von {\displaystyle B} Stabilität verlangen. 
Für spätere Zwecke definieren wir bereits hier, dass eine Erweiterung
{\displaystyle 0\rightarrow B\rightarrow C{\xrightarrow {\sigma }}A\rightarrow 0}
spaltend heißt, falls es einen *-Homomorphismus {\displaystyle \varphi :A\rightarrow C} gibt mit {\displaystyle \sigma \circ \varphi =\mathrm {id} _{A}}. Ist {\displaystyle \varphi } nur eine vollständig positive Abbildung, so heißt die Erweiterung semi-spaltend.

## Beispiele
{\displaystyle 0\rightarrow B{\xrightarrow {b\mapsto (0,b)}}A\oplus B{\xrightarrow {(a,b)\mapsto a}}A\rightarrow 0}
heißt triviale Erweiterung. Die spaltenden Erweiterungen sind genau die zur trivialen isomorphen  Erweiterungen.
Die Toeplitz-Algebra {\displaystyle T} führt zu einer Erweiterung 
{\displaystyle 0\rightarrow K\rightarrow T\rightarrow C(S^{1})\rightarrow 0},
wobei {\displaystyle C(S^{1})} die C*-Algebra der stetigen Funktionen auf der Kreislinie {\displaystyle S^{1}\subset \mathbb {C} } sei.

## Die Busby-Invariante
Wie ordnen hier jeder Erweiterung 
{\displaystyle E:0\rightarrow B{\xrightarrow {\iota }}C{\xrightarrow {\sigma }}A\rightarrow 0}
einen *-Homomorphismus {\displaystyle \tau _{E}:A\rightarrow Q(B)} zu, wobei {\displaystyle Q(B)=M(B)/B} die äußere Algebra von {\displaystyle B} sei. Diesen Homomorphismus nennt man die Busby-Invariante, benannt nach R. Busby.
Zur Konstruktion dieses Homomorphismus wählen wir zu {\displaystyle a\in A} ein Urbild {\displaystyle c\in C} bezüglich {\displaystyle \sigma }. Da {\displaystyle B\cong \iota (B)} ein zweiseitiges Ideal in {\displaystyle C} ist, definiert dieses Element einen Multiplikator {\displaystyle m_{c}:B\rightarrow B,b\mapsto \iota ^{-1}(c\cdot \iota (b))}, aus {\displaystyle M(B)}. Durch Übergang zu {\displaystyle m_{c}+B\in Q(B)} macht man sich von der Wahl des Urbildes unabhängig und daher definiert man {\displaystyle \tau _{E}(a):=q_{B}(m_{c})}, wobei {\displaystyle q_{B}:M(B)\rightarrow Q(B)} die Quotientenabbildung sei. Die so definierte Abbildung ist ein *-Homomorphismus {\displaystyle A\rightarrow Q(B)}.
Umgekehrt kommt jeder *-Homomorphismus {\displaystyle \tau :A\rightarrow Q(B)} von einer Erweiterung her. Dazu setze 
{\displaystyle C:=\{(a,m)\in A\times M(B)|\,\tau (a)=q_{B}(m)\}}
und bilde die kurze exakte Sequenz
{\displaystyle 0\rightarrow B{\xrightarrow {b\mapsto (0,b)}}C{\xrightarrow {(a,m)\mapsto a}}A\rightarrow 0}.
Die Busby-Invariante dieser Erweiterung ist dann das gegebene {\displaystyle \tau }.
Zwei Busby-Invarianten {\displaystyle \tau _{i}:A\rightarrow Q(B)} heißen unitär äquivalent, in Zeichen {\displaystyle \tau _{1}\sim _{u}\tau _{2}} wenn es ein unitäres Element {\displaystyle u\in M(B)} gibt mit {\displaystyle \tau _{1}(a)=q_{B}(u)^{*}\tau _{2}(a)q_{B}(u)} für alle {\displaystyle a\in A}.
- Zwei Erweiterungen sind genau dann isomorph, wenn sie dieselbe Busby-Invariante haben.

Diese Aussage sieht auf den ersten Blick erstaunlich aus, da die C*-Algebra {\displaystyle C} in der Busby-Invariante nicht vorkommt. Aber die Busby-Invariante enthält konstruktionsgemäß auch Informationen über die Operation von Urbildern von Elementen aus {\displaystyle A} als Multiplikatoren auf {\displaystyle B}, und das genügt wie oben gezeigt zur Konstruktion einer zu {\displaystyle C} isomorphen C*-Algebra.
- Zwei Erweiterungen sind genau dann unitär äquivalent, wenn die zugehörigen Busby-Invarianten unitär äquivalent sind.

- Eine Erweiterung ist genau dann isomorph zur trivialen Erweiterung, wenn die Busby-Invariante 0 ist.

- Die Busby-Invariante einer Erweiterung {\displaystyle 0\rightarrow B{\xrightarrow {\iota }}C\rightarrow A\rightarrow 0} ist genau dann injektiv, wenn {\displaystyle \iota (B)\subset C} ein wesentliches Ideal ist. Daher nennt man die zugehörige Erweiterung und ihre Busby-Invariante auch wesentlich.

Wir sehen bereits hier, dass die Isomorphieklassen in {\displaystyle {\mathcal {E}}(A,B)} eine sehr große Menge bilden können. Ist speziell {\displaystyle A=\mathbb {C} } und {\displaystyle B=K}, so ist die Busby-Invariante zu einer Erweiterung ein *-Homomorphismus {\displaystyle \mathbb {C} \rightarrow Q(K)} und jeder solche Homomorphismus ist bereits durch sein Bild der 1 eindeutig bestimmt. Daher gibt es so viele Isomorphieklassen in {\displaystyle {\mathcal {E}}(\mathbb {C} ,K)}, wie es Projektionen in der Calkin-Algebra gibt. Schon diese Überlegung motiviert die Suche nach gröberen Äquivalenzrelationen.
Es ist im Folgenden sehr viel bequemer über Busby-Invarianten als über Erweiterungen zu reden.

## Ext(A,B)
Wir werden nun eine Halbgruppe {\displaystyle \mathrm {Ext} (A,B)} definieren. Dazu verschaffen wir uns zunächst eine Addition und dann eine geeignete Unterhalbgruppe, die wir zu einem neutralen Element machen. Schließlich gehen wir der Frage nach, wann diese Halbgruppe sogar eine Gruppe ist, indem wir die invertierbaren Elemente untersuchen.

### Addition
Bei der hier vorzustellenden Addition wird deutlich, warum wir {\displaystyle B} als stabil voraussetzen und warum wir die Äquivalenzrelation der unitären Äquivalenz verwenden werden. Da {\displaystyle \ell ^{2}\cong \ell ^{2}\oplus \ell ^{2}}, ist {\displaystyle K\cong K\otimes M_{2}\cong M_{2}(K)}, wobei {\displaystyle M_{2}} die Algebra der komplexen {\displaystyle 2\times 2}-Matrizen ist und {\displaystyle M_{2}(K)} entsprechend die Algebra der {\displaystyle 2\times 2}-Matrizen mit Komponenten aus {\displaystyle K}. Dieser Isomorphismus setzt sich zu {\displaystyle M_{2}(B)\cong B}, {\displaystyle M_{2}(M(B))\cong M(B)} und {\displaystyle M_{2}(Q(B))\cong Q(B)} fort. Der letzte Isomorphismus, der auf die geforderte Stabilität zurückgeht und den wir mit {\displaystyle \theta _{B}} bezeichnen, erlaubt die direkte Summe von Busby-Invarianten zu bilden:
{\displaystyle \tau _{1}\oplus \tau _{2}:=\theta _{B}\circ {\begin{pmatrix}\tau _{1}&0\\0&\tau _{2}\end{pmatrix}}:A\rightarrow Q(B)}.
Es liegt nun nahe, diese Addition auf {\displaystyle {\mathcal {E}}(A,B)} zu betrachten. Allerdings hängt obige Definition von {\displaystyle \theta _{B}} und damit von der  gewählten Isomorphie {\displaystyle \ell ^{2}\cong \ell ^{2}\oplus \ell ^{2}} ab und zwei verschiedene Zerlegungen führen auf ein unitäres Element {\displaystyle u\in M(B)}, das eine unitäre Äquivalenz zwischen den Busby-Invarianten der Summen vermittelt. Um von dieser Wahl unabhängig zu sein, geht man zu den Äquivalenzklassen {\displaystyle [\tau ]} von Busby-Invarianten bezüglich unitärer Äquivalenz über und zeigt, dass
{\displaystyle [\tau _{1}]+[\tau _{2}]:=[\tau _{1}\oplus \tau _{2}]}
wohldefiniert ist und {\displaystyle {\overline {\mathcal {E}}}(A,B):={\mathcal {E}}(A,B)/\!\sim _{u}} zu einer abelschen Halbgruppe macht, das heißt oben definierte Addition ist assoziativ und kommutativ, wofür ebenfalls die unitäre Äquivalenz benötigt wird.

### Degenerierte Erweiterungen
Hier wenden wir uns der Frage nach einem neutralen Element in der oben definierten Halbgruppe zu. Eine Busby-Invariante {\displaystyle \tau :A\rightarrow Q(B)} bzw. eine zugehörige Erweiterung heißt degeneriert, wenn es einen *-Homomorphismus {\displaystyle {\hat {\tau }}:A\rightarrow M(B)} gibt mit {\displaystyle \tau =q_{B}\circ {\hat {\tau }}}. Die Klasse {\displaystyle {\mathcal {D}}(A,B)} der degenerierten Busby-Invarianten ist unter Addition und unitärer Äquivalenz abgeschlossen und wir definieren {\displaystyle {\overline {\mathcal {D}}}(A,B):={\mathcal {D}}(A,B)/\!\sim _{u}}. Offenbar ist die triviale Busby-Invariante 0 degeneriert.
Ist {\displaystyle A} separabel und {\displaystyle B} σ-unital, so gibt es stets eine wesentliche, degenerierte Erweiterung.
Nach einem Satz von Voiculescu sind dann je zwei wesentliche, degenerierte Busby-Invarianten, die das Einselement auf das Einselement abbilden, unitär äquivalent.

### Definition von Ext(A,B)
Nach diesen Vorbereitungen definieren wir nun
{\displaystyle \mathrm {Ext} (A,B):={\overline {\mathcal {E}}}(A,B)/{\overline {\mathcal {D}}}(A,B)}
und erhalten so eine kommutative Halbgruppe mit neutralem Element {\displaystyle 0:={\overline {\mathcal {D}}}(A,B)}
Die Definition der Addition verlangt, dass {\displaystyle B} stabil ist, um die direkte Summe der Busby-Invarianten bilden zu können. Ist {\displaystyle B} nicht stabil, so stabilisieren wir, das heißt wir setzen
{\displaystyle \mathrm {Ext} (A,B):=\mathrm {Ext} (A,B\otimes K)},
was für bereits stabiles {\displaystyle B} zur selben Definition führt.
Ferner definieren wir
{\displaystyle \mathrm {Ext} ^{-1}(A,B)} := Gruppe der invertierbaren Elemente in  {\displaystyle \mathrm {Ext} (A,B)}
Ist {\displaystyle \tau } eine Busby-Invariante, so bezeichnet man das zugehörige Element in {\displaystyle \mathrm {Ext} (A,B)} ebenfalls mit {\displaystyle [\tau ]} und oft nur mit {\displaystyle \tau }.
Ist schließlich {\displaystyle B=K}, so verzichtet man manchmal auf die Nennung von {\displaystyle K} und definiert 
{\displaystyle \mathrm {Ext} (A):=\mathrm {Ext} (A,K)=\mathrm {Ext} (A,\mathbb {C} )}.

### Invertierbare Elemente
Es stellt sich nun die Frage, wann {\displaystyle \mathrm {Ext} (A,B)} sogar eine Gruppe ist, das heißt wann {\displaystyle \mathrm {Ext} ^{-1}(A,B)=\mathrm {Ext} (A,B)} gilt. Dazu benötigen wir folgende Charakterisierung der invertierbaren Elemente:
Für {\displaystyle \tau \in \mathrm {Ext} (A,B)} sind folgende Aussagen äquivalent:
- {\displaystyle \tau } ist invertierbar.
- Die zugehörige Erweiterung ist semi-spaltend.
- Es gibt eine vollständig positive Abbildung {\displaystyle \psi :A\rightarrow M(B)} mit {\displaystyle \|\psi \|\leq 1} und {\displaystyle \tau =q_{B}\circ \psi }
- Es gibt einen *-Homomorphismus {\displaystyle \pi :A\rightarrow M_{2}(M(B))} mit

{\displaystyle {\begin{pmatrix}\tau (\cdot )&0\\0&0\end{pmatrix}}=(q_{B}\otimes \mathrm {id} _{M_{2}})({\begin{pmatrix}1&0\\0&0\end{pmatrix}}\pi (\cdot ){\begin{pmatrix}1&0\\0&0\end{pmatrix}})}
Das wesentliche Hilfsmittel zum Beweis dieses Satzes ist der Satz von Stinespring, um von einer vollständig positiven Abbildung zum *-Homomorphismus der letzten Aussage zu gelangen.
Nach einem Liftungssatz von Choi und Effros kann man jede vollständige positive Abbildung auf einer separablen, nuklearen C*-Algebra liften und wir erhalten daher {\displaystyle \mathrm {Ext} ^{-1}(A,B)=\mathrm {Ext} (A,B)} für separable, nukleare C*-Algebren, oder anders formuliert:
- Ist {\displaystyle A} separabel und nuklear, so ist {\displaystyle \mathrm {Ext} (A,B)} eine Gruppe.

{\displaystyle \mathrm {Ext} (A)=\mathrm {Ext} (A,K)} ist nicht immer eine Gruppe.

## Eigenschaften

### Funktorialität in der ersten Komponente
Ist {\displaystyle \varphi :A_{1}\rightarrow A_{2}} ein *-Homomorphismus zwischen C*-Algebren, so ist {\displaystyle [\tau ]\mapsto [\tau \circ \varphi ]} ein Homomorphismus {\displaystyle \varphi ^{*}:\mathrm {Ext} (A_{2},B)\rightarrow \mathrm {Ext} (A_{1},B)}. Auf diese Weise erhält man bei festgehaltenem {\displaystyle B} einen kontravarianten Funktor {\displaystyle \mathrm {Ext} (-,B)} von der Kategorie der C*-Algebren in die Kategorie der abelschen Halbgruppen. Schränkt man diese Betrachtung auf die volle Unterkategorie der separablen, nuklearen C*-Algebren ein, so erhält man einen Funktor mit Werten in der Kategorie der abelschen Gruppen.

### Funktorialität in der zweiten Komponente
Bei festgehaltener C*-Algebra {\displaystyle A} erhält man einen kovarianten Funktor {\displaystyle \mathrm {Ext} (A,-)} von der Kategorie der C*-Algebren in die Kategorie der abelschen Halbgruppen (bzw. Gruppen, falls {\displaystyle A} separabel und nuklear ist). Zu jedem {\displaystyle \varphi :B_{1}\rightarrow B_{2}} erhält man einen Homomorphismus {\displaystyle \varphi _{*}:\mathrm {Ext} (A,B_{1})\rightarrow \mathrm {Ext} (A,B_{2})}.  Diese Konstruktion ist etwas aufwändiger und soll hier nicht reproduziert werden, siehe

### Beziehung zur KK-Theorie
Aus der letzten Aussage obiger Charakterisierung invertierbarer Elemente kann man für invertierbares {\displaystyle \tau } einen *-Homomorphismus {\displaystyle \pi :A\rightarrow M(B)} und eine Projektion  {\displaystyle p\in M(B)} konstruieren, so dass {\displaystyle \tau (\cdot )=q_{B}(p\pi (\cdot ))}. Dann ist das Paar {\displaystyle (p,\pi )} ein KK1-Zykel und man hat insgesamt ein Element aus {\displaystyle KK^{1}(A,B)}, falls {\displaystyle B} σ-unital ist. Auf diese Weise erhält man einen Isomorphismus
{\displaystyle \mathrm {Ext} ^{-1}(A,B)\cong KK^{1}(A,B)}.
Ist {\displaystyle A} zusätzlich nuklear, so ist
{\displaystyle \mathrm {Ext} (A,B)\cong KK^{1}(A,B)}.

### Homotopieinvarianz
Zwei Homomorphismen {\displaystyle \varphi _{0},\varphi _{1}:A\rightarrow B} heißen homotop, falls es weitere Homomorphismen {\displaystyle \varphi _{t}:A\rightarrow B,\,0<t<1} gibt, so dass alle Abbildungen {\displaystyle [0,1]\ni t\mapsto \varphi _{t}(a)\in B} stetig sind, wobei {\displaystyle a} die Elemente von {\displaystyle A} durchläuft. Man kann nun fragen, ob für homotope Abbildungen {\displaystyle \varphi _{0},\varphi _{1}:A_{1}\rightarrow A_{2}} die induzierten Homomorphismen {\displaystyle \varphi _{1}^{*}} und {\displaystyle \varphi _{2}^{*}} gleich sind, das wäre die Homotopieinvarianz in der ersten Komponente. Analog kann man nach der Homotopieinvarianz in der zweiten Komponente fragen. Hier gibt es nur Teilresultate. G. G. Kasparow hat mittels obiger Beziehung zur KK-Theorie gezeigt, dass für {\displaystyle \mathrm {Ext} ^{-1}(A,B)} Homotopieinvarianz in beiden Komponenten vorliegt, wenn {\displaystyle A} separabel und {\displaystyle B} σ-unital ist.

## Kommutative C*-Algebren, BDF-Theorie
Ist {\displaystyle X} ein metrisierbarer, kompakter Raum, so ist die Algebra {\displaystyle C(X)} der stetigen komplexwertigen Funktionen eine kommutative C*-Algebra. In diesem Fall ist
{\displaystyle \mathrm {Ext} (X):=\mathrm {Ext} (C(X))=\mathrm {Ext} (C(X),K)}
von Interesse. Für solche {\displaystyle X} ist {\displaystyle C(X)} separabel und als kommutative C*-Algebra auch nuklear. Daher kann obige Theorie übertragen werden:
{\displaystyle X\mapsto \mathrm {Ext} (X)} ist ein homotopieinvarianter Funktor von der Kategorie der metrisierbaren, kompakten Räume in die Kategorie der abelschen Gruppen.
Historisch ist der kommutative Fall früher behandelt worden, insbesondere in den Arbeiten von L. G. Brown, R. G. Douglas und P. A. Fillmore, die in geschlossener Form 1980 veröffentlicht worden sind. Man nennt diese kommutative Theorie nach den Anfangsbuchstaben der beteiligten Mathematiker auch BDF-Theorie. Da {\displaystyle C(X)} separabel und nuklear ist, liegt im Vergleich zur oben vorgestellten Theorie eine einfachere Situation vor, insbesondere ist {\displaystyle \mathrm {Ext} (X)} stets eine abelsche Gruppe. Auch manche Beweise gestalten sich für kommutative C*-Algebren etwas einfacher. 
Eine der Motivationen war die Untersuchung wesentlich normaler Operatoren, denn das führt zur Untersuchung von {\displaystyle \mathrm {Ext} (X)}, wobei {\displaystyle X\subset \mathbb {C} } das wesentliche Spektrum des betrachteten Operators ist, das heißt das Spektrum des Bildes in der Calkin-Algebra. Ist nämlich {\displaystyle T} so ein wesentlich normaler Operator, {\displaystyle t=T+K\in Q(K)} das Bild in der Calkin-Algebra und {\displaystyle X=\sigma _{e}(T)=\sigma (t)} das Spektrum von {\displaystyle t}, so ist die von {\displaystyle t} und dem Einselement erzeugte C*-Algebra {\displaystyle C^{*}(\{t,1\})} isomorph zu {\displaystyle C(X)} und man hat eine Erweiterung
{\displaystyle 0\rightarrow K\rightarrow C^{*}(\{T,1\}\cup K)\rightarrow C^{*}(\{t,1\})\cong C(X)\rightarrow 0}.
Daher wird man auf die Untersuchung von {\displaystyle \mathrm {Ext} (X)} geführt. Hier findet man folgendes Ergebnis
Für {\displaystyle X\subset \mathbb {C} } ist {\displaystyle \mathrm {Ext} (X)=[\mathbb {C} \setminus X,\mathbb {Z} ]_{0}} die Gruppe der Homotopieklassen stetiger Funktionen {\displaystyle \mathbb {C} \setminus X\rightarrow \mathbb {Z} } mit kompaktem Träger. Daher ist {\displaystyle \mathrm {Ext} (X)} ein kartesisches Produkt {\displaystyle \prod \mathbb {Z} } mit einem Faktor für jede beschränkte Zusammenhangskomponente von {\displaystyle \mathbb {C} \setminus X}. 
Der Isomorphismus hat die Form
{\displaystyle \textstyle [\tau ]\mapsto \prod _{n}\mathrm {index} (T-\lambda _{n})},
wobei {\displaystyle T} ein wesentlich normaler Operator mit wesentlichem Spektrum {\displaystyle X} ist, so dass {\displaystyle \tau :C(X)\rightarrow Q(K)} der *-Homomorphismus ist, der {\displaystyle \mathrm {id} _{X}} auf {\displaystyle \mapsto T+K\in Q(K)} und die konstante Einsfunktion auf das Einselement in der Calkin-Algebra abbildet, die {\displaystyle \lambda _{n}} aus jeder beschränkten Zusammenhangskomponente ein Element sind und wobei {\displaystyle \mathrm {index} } der Fredholm-Index ist.  
Da {\displaystyle \mathbb {C} \setminus S^{1}} genau eine beschränkte Zusammenhangskomponente hat, ist {\displaystyle \mathrm {Ext} (S^{1})\cong \mathbb {Z} } und die oben unter den Beispielen aufgeführte Erweiterung zur Toeplitz-Algebra ist ein erzeugendes Element.